# Standleitung

Endpunkt einer 2-Mbit/s-Standardfestverbindung mit NT2MSKU-E (oben) und Cisco 2800 (zweites Gerät von oben).

Eine Standleitung ist eine permanente (dauerhaft stehende, sog. „dedizierte“) Verbindung zweier Kommunikationspartner über ein leitungsvermitteltes Telekommunikationsnetz. Im Gegensatz dazu wird bei einer Wählleitung die Verbindung temporär mittels eines Wählvorgangs auf- und abgebaut.
Über die Verbindung können Daten jeder Art übertragen werden, beispielsweise analoge (z. B. Telefongespräch) oder digitale (z. B.  Datendirektverbindung). Die Verbindung selbst kann dabei physisch ausgeführt sein, z. B. als Kupfer-Doppelader von Endgerät zu Endgerät, oder virtuell, als Teil einer übergeordneten Infrastruktur wie SDH oder ATM-Virtual Circuit. Der Anschluss einer Datenstandleitung ist bittransparent.
Weitere Bezeichnungen sind: Mietleitungsverbindung (MLV) bzw. leased line.

## Medien
Ursprünglich wurde eine Standleitung tatsächlich als Drahtverbindung realisiert, die zwischen den beiden Endpunkten geschaltet wurde. Inzwischen werden dafür jedoch intelligente Multiplexsysteme verwendet.
Netzbetreiber bieten zum Beispiel Lichtwellenleiter (oder ein WDM-Band einer Faser) ohne eine Bandbreitenbegrenzung oder Nutzungsbeschränkung an. Dieser Anschluss wird als Dark Fibre bezeichnet, da der Kunde selbst für das „Licht“ auf der Leitung sorgen muss.
In der Regel wird die Standleitung gemietet. Der Preis ist unter anderem abhängig von der Länge der Leitung, der zur Verfügung gestellten Bruttodatenübertragungsrate und dem Leitungsmedium. Dazu können bei Bundle-Angeboten Kosten für Datenvolumen kommen.

## Datenübertragungsrate
Zu den international möglichen Geschwindigkeiten siehe: Plesiochrone Digitale Hierarchie
Standleitungen sind mit Datenübertragungsraten von 2 Mbit/s bis zu 100 Gbit/s zu mieten. (Stand 2018)
Die am weitesten verbreiteten Typen waren zunächst E1 (bis 2 Mbit/s), E3 (bis 34 Mbit/s) und STM1 (bis 155 Mbit/s). Mit der schrittweisen Ablösung von SDH setzen sich mittlerweile zunehmend ethernet-basierte Anbindungen mit Datenübertragungsraten von 10 Mbit/s, 100 Mbit/s, 1 Gbit/s und 10 Gbit/s durch, auf denen dann je nach Bedarf auch kleinere Subbitraten konfiguriert werden können.